# أرز مكسر

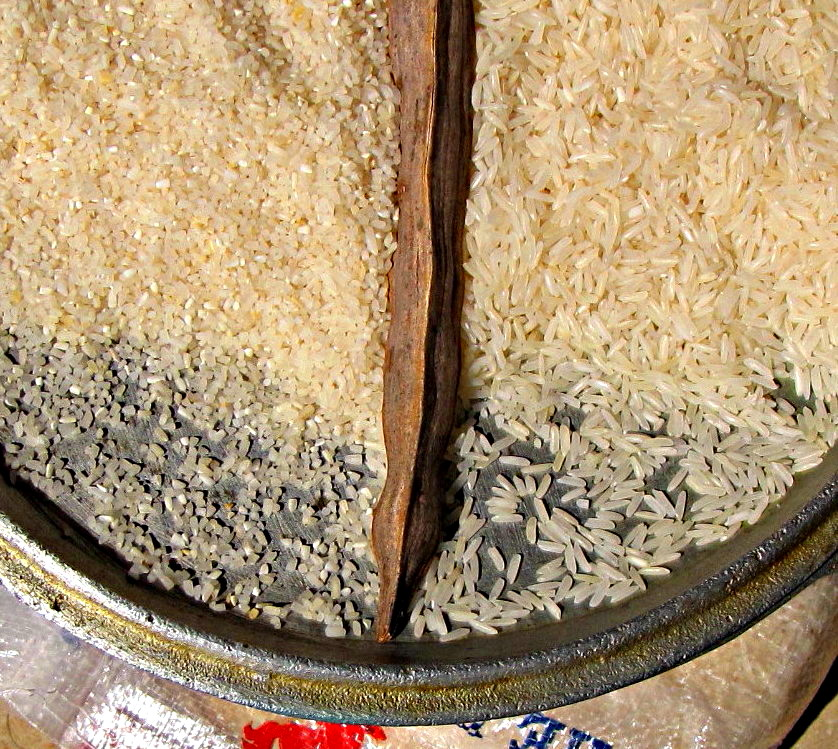
على اليسار، الأرز المكسر أو الأرز المالي؛ على اليمين، الأرز طويل الحبة. الأول شائع في السنغال، حيث يُستخدم بالتبادل مع الكسكس.

الأرز المكسر هو عبارة عن قطع من حبوب الأرز المكسرة في الحقل أو أثناء التجفيف، أو أثناء النقل أو أثناء الطحن. تُستخدم الفواصل الميكانيكية لفصل الحبوب المكسرة عن الحبوب الكاملة وفرزها حسب الحجم.
الأرز المكسر مجزأ ولا يعتبر معيبًا، وإلى جانب الجمال فهو يعادل الأرز غير المكسر. فهو مغذي مثل الكمية المكافئة من الأرز غير المكسر.

## التاريخ
لا يُعرف على وجه الدقة متى بدأ إنتاج الأرز المكسر، لكن يُرجّح أن الدافع وراء ظهوره كان تحسين ظروف تخزين الأرز وتقليل الفاقد منه أثناء النقل والتداول. ويفترض أنه مصنوع من الأرز الأفريقي. الأرز المكسر له تاريخ طويل؛ يذكر ابن بطوطة كسكس الأرز في منطقة مالي في عام 1350،

## الطحن
قد يكون الأرز المكسر من مقشر الأرز [الإنجليزية] عبارة عن حبوب كاملة بنية اللون؛ وقد يكون الأرز المكسر من مطحنة الحبوب أبيض اللون.
عند الطحن، ينتج الأرز الأسيوي أو الأرز غير المقشور حوالي 50% من الأرز الكامل ثم حوالي 16% من الأرز المكسر، و20% من القشر، و14% من النخالة ودقيق طحين. الأرز الأفريقي، أوريزا غلابيريما، يحتوي على حبوب أكثر هشاشة، كما أن قابلية كسرها أعلى.

## الاستهلاك البشري
يُستخدم الأرز المكسور في تحضير أطباق شعبية متنوعة في بعض المجتمعات، كما يُفضّله البعض لأغراض طهي معينة، كالحساء والأطباق التي تتطلب استخدام حبيبات أرز صغيرة.

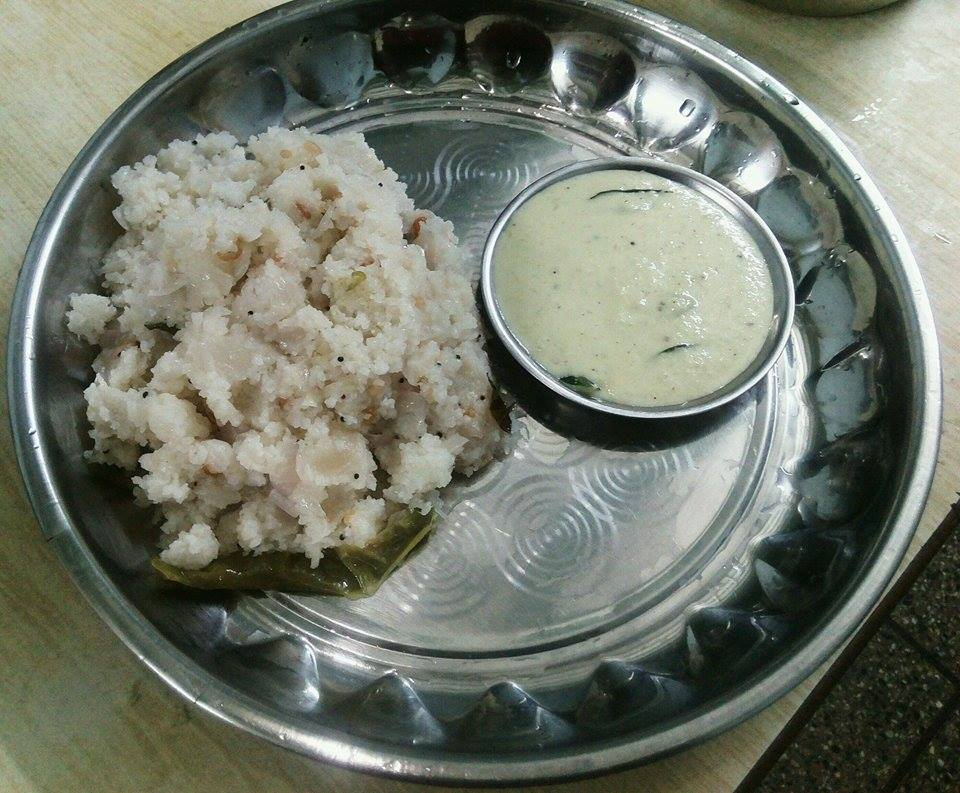
طبق أوبما من الأرز المكسر المطبوخ بالبصل والفلفل الحار والزنجبيل، ويقدم مع صلصة جوز الهند، من الهند

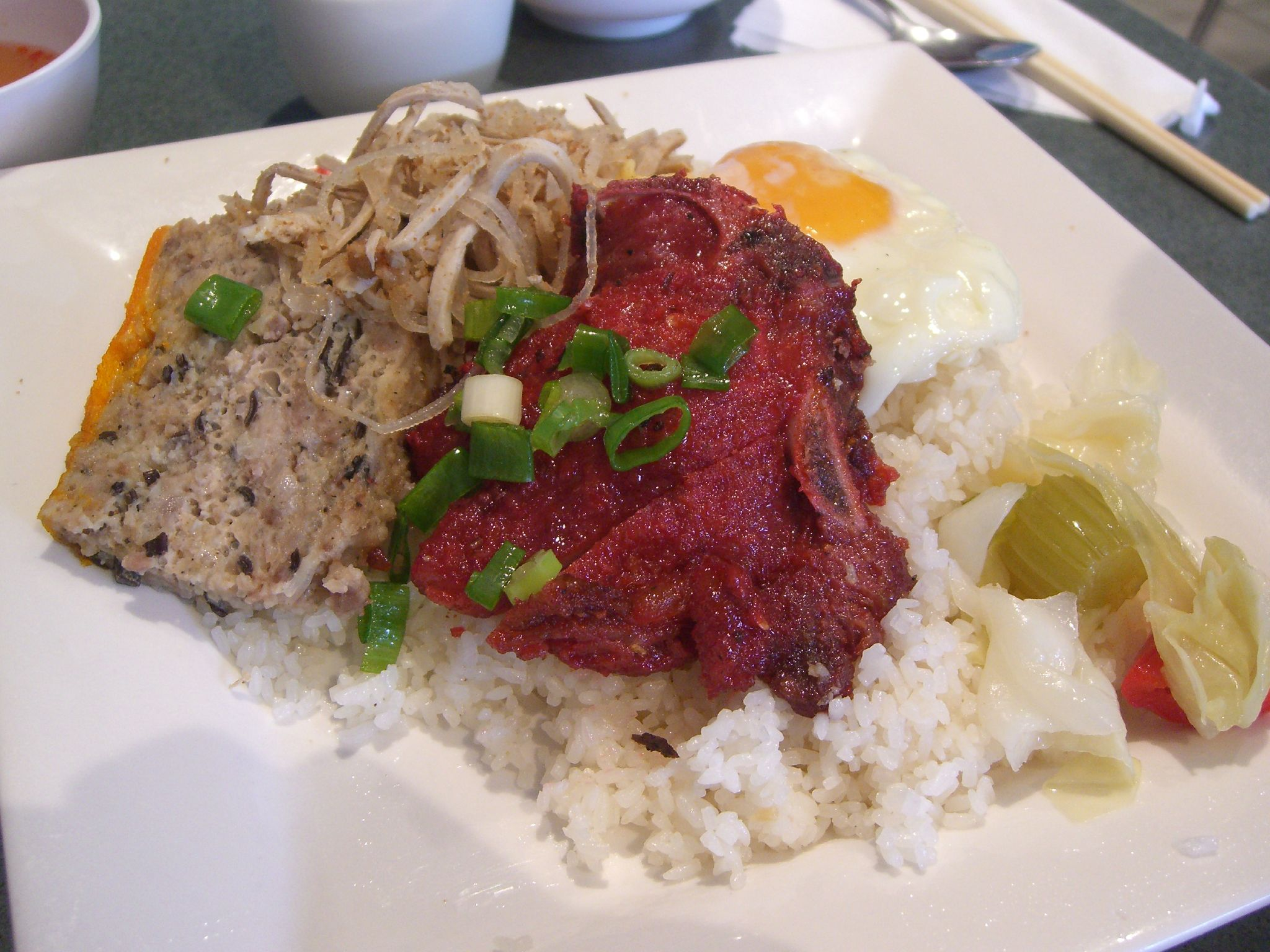
كوم تام مع شريحة لحم الخنزير مع عشبة الليمون، من فيتنام.

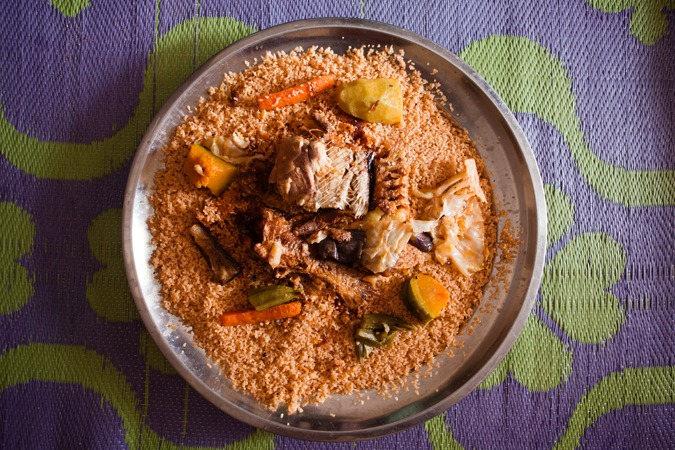
طبق ثيب من موريتانيا، مع أرز مكسر بالطماطم والسمك والخضروات.

نظرًا لاختلاف حجم الحبوب وأشكالها، فإن الأرز المكسر له ملمس أكثر نعومة ومختلفًا عن الأرز «غير المكسر». ويمتص النكهات بسهولة أكبر. يُطهى بشكل أسرع، باستخدام وقود أقل، ويمكن استخدامه لصنع عصيدة [الإنجليزية] الأرز والكونجي، والتي تحتاج إلى أوقات طهي طويلة.
غالبًا ما تكون الأصناف المكسرة أقل تكلفة،، ولذلك يفضلها المستهلكون الأكثر فقرًا، ولكن يتم تناولها أيضًا باختيارهم، حيث تصف بعض كتب الطبخ كيفية كسر الأرز غير المكسور لإنتاج القوام المطلوب أو سرعة الطهي.
يُستهلك الأرز المكسر جزءً من المطبخ المحلي في غرب أفريقيا، وتايلاند، وبنغلاديش، وأماكن أخرى في جنوب شرق آسيا. في فيتنام، كوم تام [الإنجليزية] هو طبق أرز شائع مع لحم الخنزير. طبق ثيب هو طبق شعبي في غرب أفريقيا، ويُحضر عادةً باستخدام الأرز المكسر. يُطلق على الأرز المكسر اسم «دقيق الأرز» أو «middlins» في ولاية كارولينا الجنوبية. في بنغلاديش يطلق عليه اسم خود. يُزين عادةً بالفلفل المحمص والثوم وزيت الخردل قبل تناوله بمفرده أو مع طبق جانبي. كما أنه مستعمل في المطبخ الكردي.

## الاستخدامات الصناعية
يُطلق على الأرز المكسر الصغير جدًا اسم أرز الجعة [الإنجليزية]، حيث يستخدمه صانعو الجعة تقليديًا، على الرغم من أنه يُباع أيضًا لمستخدمين آخرين. على سبيل المثال، يمكن استخدام الأرز المكسر في صناعة أغذية الحيوانات الأليفة، وفي تغذية الماشية وتربية الأحياء المائية. يستخدم الأرز المكسر أيضًا في صناعة النشا الذي يستخدم في غسيل الملابس وفي صناعة الأطعمة ومستحضرات التجميل والمنسوجات.

## الملاحظات
1. ↑  أي إذا بقيت كل الأجنة والنخالة، فهي مغذية مثل الأرز الكامل ؛ وإذا لم يبق شيء، فهي مغذية مثل الأرز الأبيض
2. ↑  حرفيًا «الأرز المكسر»
3. ↑  حيث يسهل كسر الأرز الأفريقي التقليدي
4. ↑  حرفيًا «الأرز المكسر»
5. ↑   - عادة ما يكون من بقايا الليلة السابقة